# Nomia montivaga
Nomia montivaga là một loài Hymenoptera trong họ Halictidae. Loài này được Friese mô tả khoa học năm 1941.